# 윤경남 (조선)
윤경남(尹景男, 1556년 ~ 1614년)은 조선 중기의 유학자, 의병장, 무신이다. 본관은 파평(坡平)이고, 자는 여술(汝述), 호는 영호(瀯湖)이다(아명(兒名)은 윤환(尹晥)·윤경남(尹敬男)이다.). 일찍부터 학문에 뜻을 두고 과거를 포기, 경사(經史)에 열중하였다.
1592년(선조 25) 초 임진왜란이 일어나자 고향에서 의병을 모집, 의병장(義兵將) 김면(金沔)의 막하에 들어가 참모로서 활약했다. 종전 후 창의의 공으로 사헌부감찰, 군기시주부(軍器寺主簿) 등에 임명되었으나 사퇴했다. 1599년 유일(遺逸)로 천거되어 사헌부감찰이 되고 여러 벼슬을 거쳐 장수 현감, 운봉 현감 등을 역임했다. 사후 대사헌 겸 좨주에 추증(追贈)되었다. 정인홍의 문인.

## 생애

### 초기 활동
1556년(명종 11년) 경상남도 거창군 남하면 양항리 전촌(箭村)부락에서 증 참의에 추증된 윤은신(尹殷臣)과 거창 신씨의 아들로 태어났다. 경남(景男)이라고도 하고 다른 이름은 경남(敬男)라고도 한다. 자는 여구(汝逑)이다. 증조부는 사간(司諫) 윤경(尹耕)이다. 부인은 이몽룡(李夢龍)의 딸 전주이씨이다.
그는 어려서부터 경서(經書) 및 사기(史記)와 같은 학문에 뜻을 두고 과거에는 뜻을 두지 않았다. 문산두(文山斗)의 문하에서 수학하다 뒤에 내암 정인홍의 문하에서 수학하여 남명학파의 한 사람이 되었다. 당색으로는 동인이었다가 남북분당 후 북인이 되었다.
일찍부터 과거와 출사를 포기하고 학문에 뜻을 두어 경사(經史) 연구에 전념하였으며 동계 정온(鄭蘊), 모계 문위(文緯), 곽월(郭越), 이산해(李山海), 류중룡(柳仲龍) 등과 사귀고 교분을 쌓았다. 이후에도 계속 관직에 뜻을 두지 않고 학문 연구와 문위, 이산해, 정온 등의 학자와 교유했다.

### 임진왜란 전후
1592년(선조 25년) 임진왜란이 일어나자 의병(義兵)을 모집하였으며 모계 문위, 곽준, 류중룡 등의 친구들과 함께 의병장 김면(金沔)의 막하로 들어가 휘하 의병장과 참모로서 활약했다. 이후 우현(牛峴)ㆍ마령(馬嶺)을 지키다가 의병의 소부대를 따로 인솔하여 거창군으로 진을 옮겼으며 거창 주변 지역을 중심으로 활동하며 김면 부대의 참모로써 활동하였다. 이후 경상도 각 읍(邑)에 격문과 통문을 보내어 불과 며칠 만에 의병 3천여명을 모집하여 거창군, 고령군, 진주군 등지에서 일본군을 격파했으며 진주 의병장 김시민(金時敏), 장군 박진 등과 함께 진주성의 방어전에도 참가했다.
이후 의병장 김면의 명의로 열읍에 격문을 띄워 아직까지 창의하지 않은 의병 2천여 명을 추가로 모집하였고, 거창에 나타난 일본군 80여 명의 수급을 베었다. 또한 해안가로 들어오는 전함을 격추, 이 중 2척을 나포하고 일본군 선박에서 얻은 보물과 무기를 사람을 시켜 초유사(招諭使) 김성일(金誠一)에게 보냈다. 이로 인해 초유사(招諭使) 김성일은 특별히 장계를 올려 그를 포상해줄 것을 건의하여 군기시주부(軍器寺主簿)를 제수하였으나 그는 아직 왜구가 물러가지 않았다 하여 받지 않았다.
그해 10월에는 군관으로 임명되어 김시민과 박진, 최경회 등과 함께 진주성 전투에 참전하였다. 그러나 10월 10일 일본군에게 진주성은 점령당하고 구원군이 오지 않자 윤경남은 소수의 군사를 이끌고 지원하지 않음을 지적하자 5백명의 지원군을 이끌고 진주성으로 갔으나 진주성은 함락당하고 왜군은 퇴각한 상태였다. 1593년에는 주부에 임명되어 취임하였다. 그 해 거창현감 김락(金洛), 도사(都事) 김영남(金穎男) 등과 함께 대구에 나타난 명나라 구원군 유 총병을 수행하였다.
1597년(선조 30년) 일본군이 재침하자 다시 의병을 모집하여 교전하였다. 임진왜란, 정유재란 때에 창의한 공으로 사헌부감찰에 임명되고 이어 군기시주부(軍器寺主簿)에 임명되었으나 1598년(선조 30년) 정유재란이 종결되자 사퇴하고 고향으로 되돌아왔다. 1599년 초 세자익위사익찬(世子翊衛司左翊贊)에 임명되었으나 그해 4월 명망이 부족하다는 이유로 사간원의 탄핵을 받고 체직당했다.

### 관료 생활
1599년(선조 31년) 학문적 소양을 인정받아 북인에 의해 여러 번 유일(遺逸)로 천거되어 세자익위사익찬(世子翊衛司左翊贊), 다시 사헌부감찰(司憲府監察) 등에 임명되었다가 사직하였다. 곧 이어 임명된 장수현감(長水縣監)에 임명되어 부임하였다. 장수현감 재직 중 1601년 8월 정사를 가혹하고 혹독하게 다스린다 하여 사간원의 탄핵을 받고 파직당했다.
1605년(선조 37년) 선무원종공신 3등관(宣武原從功臣 3等管)에 녹훈되고 광흥창주부(廣興倉主簿)로 되돌아왔다가 개령현감(開寧縣監), 운봉현감(雲峰縣監, 전라북도 남원)등의 지방관을 역임했다. 1604년에 사망하였다. 사후 증직으로 증 사헌부대사헌 겸 성균관좨주(司憲府大司憲兼成均館祭酒)에 추증되었다.

### 사후
경상남도 합천군(陜川) 선산에 안장되었다. 그가 태어나 살았던 집은 대한민국 시대까지 전해져 경상남도 유형문화재 326호로 지정되었다.
그의 후예들 일부는 남인계열로 당적을 옮겼다. 윤경남의 4대손 윤상거(尹商擧)는 1728년(영조 5년) 이인좌의 난이 일어나자 고령의 나이에 의병 5백명을 모집, 진주영장(晋州營將) 이석복(李碩馥)의 군사를 도와 이인좌군과 교전하였다. 이때 병을 불구하고 종군하였다가 병세가 악화되어 죽었다. 동몽교관(童蒙敎官)에 추증되었다. 후손인 교우 윤주하(膠宇 尹冑夏, 1837년 - 1908년)는 대한제국 시절의 유학자로 남인 학자 이진상(李震相), 장복추(張福樞)의 문인이었다.
그의 유품은 지필묵, 얼굴가리개, 상아홀(象牙笏), 팔각전통(八角箭筒), 목제사각인장함(木製四角印章函), 인장(印章), 옥제갓끈(玉製갓끈), 철제촉대(鐵製燭臺), 철제주자(鐵製注子), 철제표주박(鐵製표주박), 목제표주박(木製표주박), 목제수통(木製水桶), 시자(匙子), 유제반합(鍮製飯盒), 연적(硯滴), 차면건(遮面巾) 등과 영호실기를 비롯한 유품 등이 후대까지 전해져 1997년 그의 후손들에 의해 경상남도 거창박물관(거창군 거창읍 김천리 216-5)에 기증되었다. 그의 유품들은 조선시대 중기의 사대부들의 생활상, 취미 등을 가늠하는 자료가 되었다.
경상남도 거창박물관에 소장된 상아홀(象牙笏)이나 팔각전통(八角箭筒) 등이 1997년 1월 30일 경상남도 유형문화재 제325호로 지정되었고, 같은 날에 경상남도 거창군 남하면 양항리에 소재한 그의 생가도 경상남도 유형문화재 제326호로 지정되었다.

## 저서
- 영호실기 (瀯湖實記)

## 가족 관계
- 증조부 : 윤경(尹耕)
- 할아버지 : 윤삼빙(尹三聘)
- 아버지 : 윤은신(尹殷臣)
- 어머니 : 거창 신씨
- 부인 : 전주 이씨
  - 아들 : 윤사훈(尹思勛)
  - 아들 : 윤사임(尹思任)
  - 아들 : 윤사안(尹思顔)
  - 아들 : 윤사증(尹思曾)
- 처부 : 이몽룡(李夢龍)

## 기타
김면의 문집인 송암유고 등에 시 몇 수가 전한다.
| “ | 挽章 碧松窩裹先生居 偏積程朱二子書 俗物豈曾留几案 囂塵不敢上衣裾 身投危難功成大 學自家庭德有餘 千里伽倻山下路 那堪淸曉送靈車 | ” |

## 같이 보기
| - 북인 - 임진왜란 - 정유재란 - 우척현 전투 - 문산두 - 정인홍 - 정온 - 류자신 - 이이첨 - 정구 - 이산해 - 김시민 - 박진 | - 동인 - 광해군 - 윤선도 - 조식 - 서경덕 - 강홍립 - 장현광 - 허엽 - 허균 |

## 참고 문헌
- 선조실록
- 연려실기술
- 영호실기
- 학봉일고
- 난중잡록